# Fédération abolitionniste internationale
Pour les articles homonymes, voir FAI.
La Fédération abolitionniste internationale (FAI) est une organisation internationale non gouvernementale qui milite pour l'abolitionnisme en matière de prostitution. La FAI a été fondée en 1875 à Genève par Joséphine Butler dans le cadre de son combat contre la réglementation de la prostitution et de la traite dont elle considérait être la conséquence. Elle portait initialement le nom de British and Continental Federation for the Abolition of Prostitution.
Active en Europe, sur le continent américain ainsi que dans les colonies et territoires sous mandat européens, la fédération considérait que la réglementation légale de la prostitution favorisait ce système tout en réduisant les femmes à une forme d’esclavage. Elle défendait une approche fondée sur l’éducation morale, l’autonomisation des femmes par l’accès à la formation et à l’emploi, ainsi que la valorisation du mariage comme solution sociale.
La fédération se heurta à l’opposition des autorités en Europe et dans les colonies, réticentes à abandonner leur contrôle, mais aussi à celle de certains réformateurs qui, bien qu’engagés contre la traite des femmes, se souciaient peu de leurs droits et de leur bien-être.
Après la Première Guerre mondiale, la fédération prit part aux discussions autour des conventions de la Société des Nations sur la question. Elle participa également, après la Seconde Guerre mondiale, aux travaux liés aux conventions des Nations Unies. Au fil du temps, son action s’est concentrée sur la suppression des réglementations injustes portant atteinte aux droits des femmes.
Après avoir animé de nombreuses campagnes nationales et internationales pour sensibiliser l'opinion publique aux conséquences humaines de la prostitution, de son organisation et des trafics qu'elle génère, la FAI est aujourd'hui mise en sommeil.

## Contexte historique
Au XIXᵉ siècle, la réglementation de la prostitution reposait généralement sur un dispositif policier, l’octroi de licences aux maisons closes, la création de quartiers réservés (red light districts), l’enregistrement obligatoire des femmes en situation de prostitution, leur examen médical forcé, et leur hospitalisation contrainte en cas de maladie sexuellement transmissible. Ce système donnait lieu à de nombreux abus : corruption policière, enregistrement de mineures, inscription forcée de femmes vulnérables, servitude pour dettes et autres formes d’exploitation dans les maisons closes. Par ailleurs, certaines réglementations et pratiques institutionnelles empêchaient les femmes de quitter la prostitution. Dans les colonies et territoires sous mandat, ces mesures étaient souvent étroitement liées aux logiques de conquête militaire et de contrôle social.

### Josephine Butler, fondatrice de la fédération

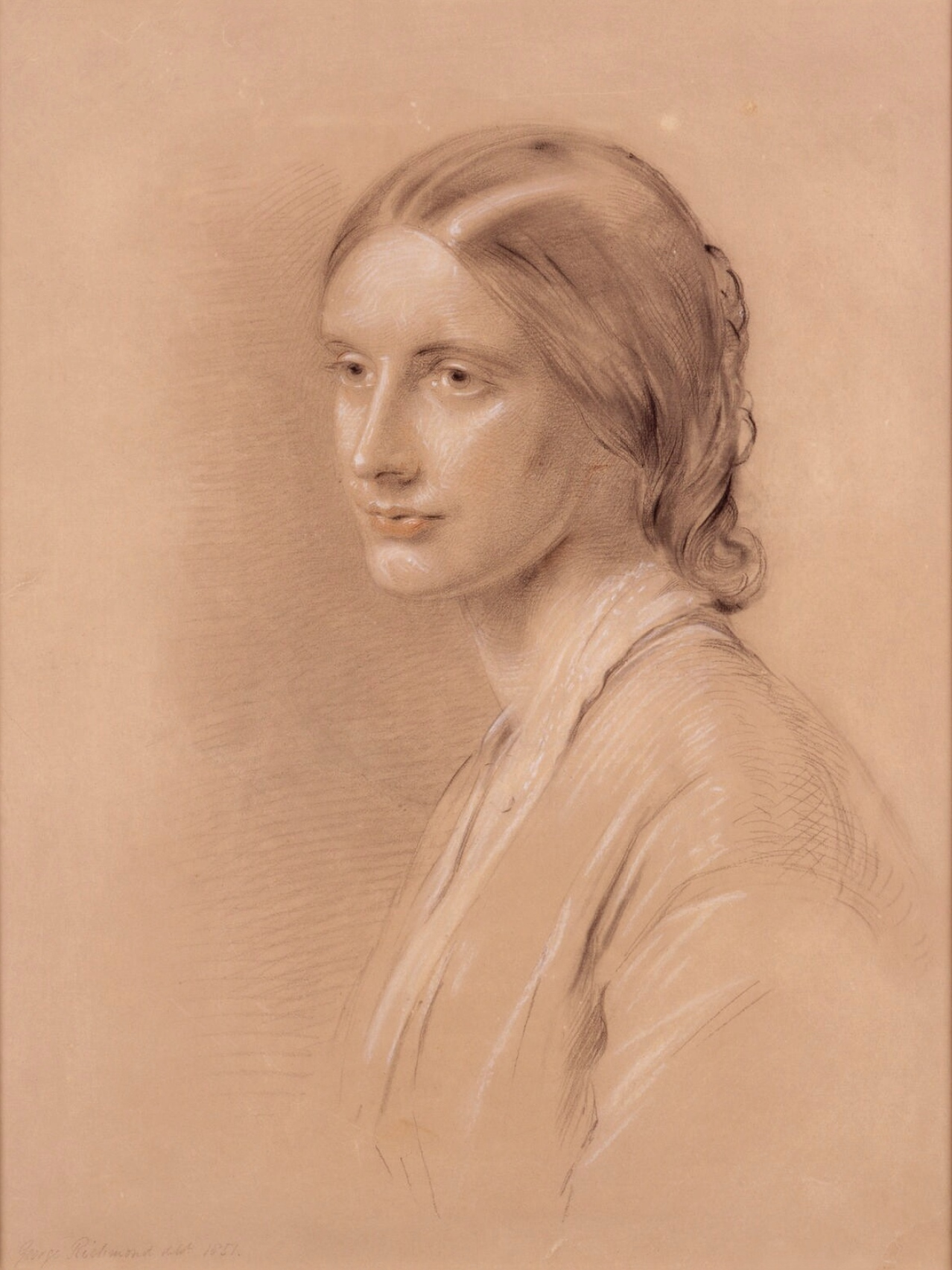
Josephine Butler, fondatrice de IAF

La féministe anglaise Josephine Butler (1828–1906), issue d’une famille engagée dans l’abolition de l’esclavage, considérait que les examens vaginaux imposés aux femmes soupçonnées de prostitution constituaient une violation fondamentale de leurs droits. Elle dénonçait l’absence d’autonomie sexuelle des femmes, qu’elle reliait à leur exclusion de l’enseignement supérieur, de la formation professionnelle et de l’emploi rémunéré. Selon elle, les femmes se retrouvaient contraintes de choisir entre le mariage ou la prostitution, deux situations qu’elle qualifiait d’équivalentes à une forme d’esclavage. Butler publia de nombreux articles sur le sujet. En 1874 et 1875, elle effectua une tournée européenne pour mobiliser en faveur d’un mouvement abolitionniste international. Elle rencontra notamment Giuseppe Mazzini et Giuseppe Garibaldi en Italie.

## Idées
Josephine Butler, accompagnée de pasteurs et d'alliés, a d'abord milité pour la « liberté et la pureté de notre Commonwealth anglais », une expression faisant référence à la liberté des femmes, à la moralité et à la défense de la famille. Le groupe s'opposait à la fois aux relations sexuelles hors mariage et au célibat imposé, considéré comme une source de dépravation. Selon eux, le mariage représentait la solution à ces dérives. En 1882, Butler déclara : « La meilleure des restrictions imposées par la loi est celle qui encourage et, si nécessaire, contraint les citoyens des deux sexes à pratiquer le respect de soi. »
La campagne abolitionniste reposait sur deux grands arguments. Le premier s’appuyait sur des éléments dits « scientifiques », affirmant que la réglementation étatique de la prostitution était inefficace et même nuisible. Le second soulignait que même si cette réglementation avait prouvé son efficacité sur les plans administratif ou sanitaire, elle restait inacceptable car elle portait atteinte à la liberté individuelle. Les abolitionnistes soutenaient les droits civils des femmes en situation de prostitution et contestaient la légitimité de l’État à organiser ce système. Ils dénonçaient les abus inhérents à la réglementation étatique, ainsi que les restrictions imposées aux libertés fondamentales de ces femmes, notamment leur liberté de mouvement et le droit de refuser les examens médicaux forcés. Butler affirmait que ce régime privait les femmes des droits garantis par la Magna Carta et le principe de l’habeas corpus.
Le mouvement abolitionniste dénonçait également la morale sexuelle à double standard qui régnait alors : les corps des femmes étaient contrôlés et stigmatisés, tandis que leurs clients masculins échappaient à toute réglementation. Cette injustice était double, selon les militantes : « Il est injuste de punir le sexe qui subit un vice tout en laissant impuni le sexe qui est à la fois à l’origine de ce vice et de ses conséquences redoutées. » Les hommes étaient ainsi considérés comme responsables du maintien de la prostitution tout en participant à un système qui en punissait les victimes féminines. L’Alliance internationale pour l’abolition de la réglementation de la prostitution (IAF) estimait que : « La réinsertion sociale des prostituées ne peut résoudre le problème tant que d’autres facteurs à l’origine de la prostitution ne sont pas pris en compte. Trop souvent, les prostituées sont soumises à une forme déguisée d’emprisonnement sous prétexte de réhabilitation, et ce malgré des lois qui ne criminalisent pas explicitement la prostitution ». Pour l’IAF, reconnaître la prostitution comme une institution légale ou tolérée constituait « une erreur hygiénique, une injustice sociale, un outrage moral et un crime judiciaire ».
Les abolitionnistes estimaient également que la suppression de la prostitution réglementée permettrait de réduire la traite des femmes. Ils étaient réticents à coopérer avec les gouvernements qui réglementaient la prostitution sur les questions de traite, car ils considéraient ces autorités comme hypocrites : en tolérant la prostitution, elles participaient à la création de la demande pour les femmes victimes de traite.
À la fin du XIXe siècle, la majorité des militantes de l’IAF ne disposaient pas du droit de vote, celui-ci étant accordé aux femmes dans très peu de pays. Elles faisaient face à une forte réprobation sociale pour aborder publiquement des sujets liés à la sexualité. Leurs tentatives d’organisation étaient parfois entravées par la répression policière. Le mouvement rencontrait des difficultés à conserver une cohérence, du fait de la diversité des convictions de ses membres, mais aussi dans un contexte d’expansion continue des empires coloniaux. L’IAF s'efforçait de rester indépendante de toute affiliation politique, philosophique, religieuse ou ethnique, même si elle était en pratique dominée par des Européens. Elle s’appuyait fréquemment sur le soutien des mouvements socialistes, mettant en lumière les causes économiques de la prostitution, notamment la précarité touchant les femmes privées d’autres moyens de subsistance.

## Rayonnement international

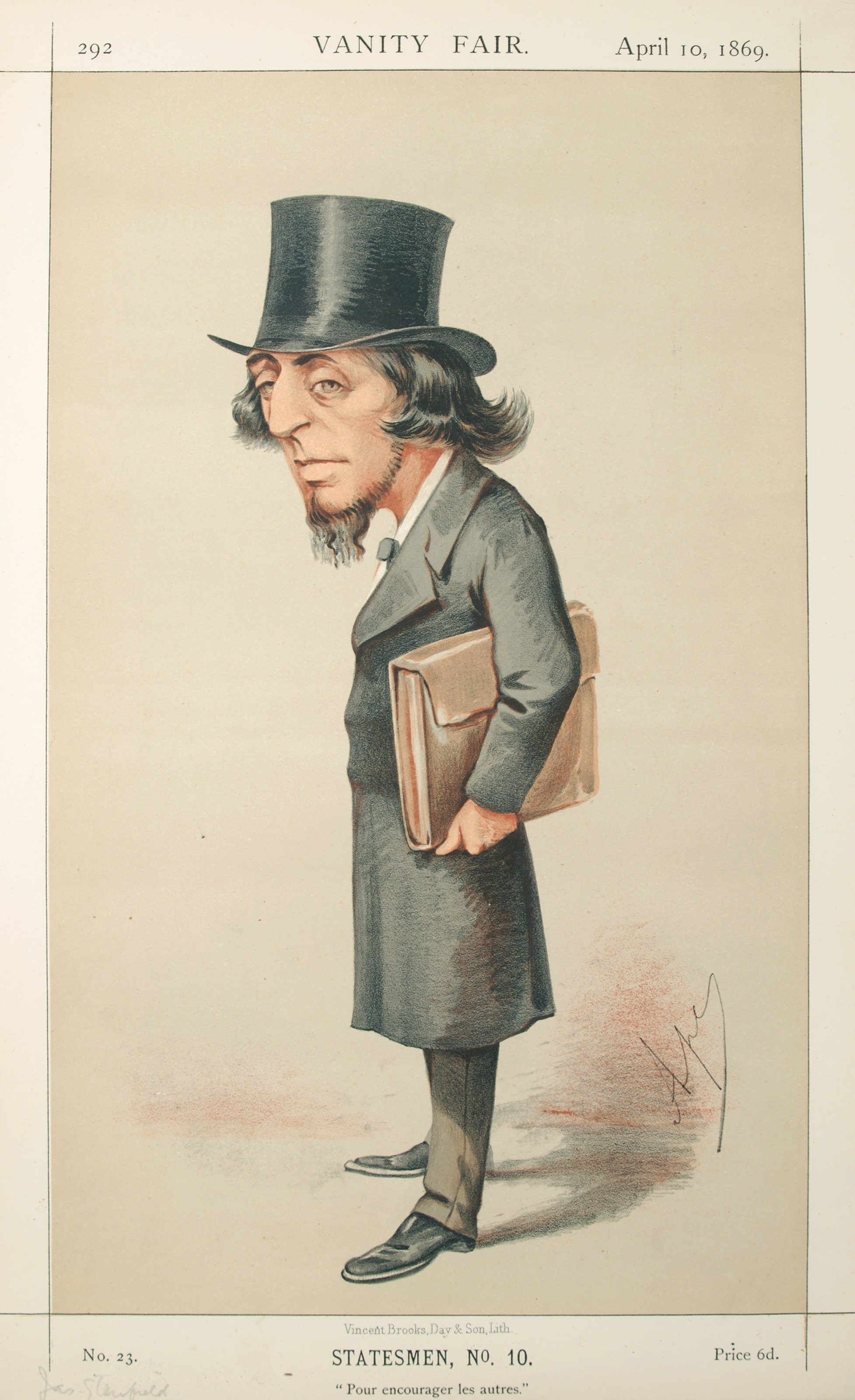
James Stansfeld, general secrétaire général de la féderation

Dans les années 1870, divers groupes dans plusieurs pays ont commencé à se mobiliser contre l’esclavage sexuel. Grâce à l’action de Josephine Butler et de quelques autres figures féministes, ces initiatives ont été coordonnées au niveau international, menant à la création d’une fédération abolitionniste. La première réunion de la branche britannique s’est tenue à Liverpool en mars 1875, avec la participation de représentantes italiennes. Le mouvement s’est rapidement étendu à d’autres pays européens, à des colonies ou États sous influence européenne (comme l’Inde, l’Égypte et les Indes néerlandaises), ainsi qu’aux Amériques.
Un congrès international paneuropéen, rassemblant entre 600 et 700 personnes, s’est tenu à Genève du 17 au 22 septembre 1877[13]. C’est à l’occasion de cette rencontre qu’a été fondée la Fédération britannique, continentale et générale pour l’abolition de la réglementation étatique de la débauche (British, Continental, and General Federation for the Abolition of the Government Regulation of Vice).
Les soutiens de la fédération étaient principalement des femmes : médecins, réformatrices religieuses, militantes féministes également actives dans d'autres organisations telles que le Conseil international des femmes et l’Alliance internationale pour le suffrage des femmes. La fédération comptait également parmi ses soutiens des hommes libéraux ou socialistes. Il s’agissait de l’une des premières sociétés internationales non officielles œuvrant pour des réformes sociales et juridiques.
Les résolutions adoptées mettaient en avant l’importance de la maîtrise de soi, rejetaient l’idée que la débauche soit inévitable, dénonçaient l’impureté tant chez les hommes que chez les femmes, et demandaient aux forces de l’ordre de veiller au respect de la décence dans l’espace public. Elles condamnaient également l’enregistrement obligatoire des femmes en situation de prostitution, jugé contraire à la liberté et au droit commun.
Le congrès de Genève vit également la création de l’Union internationale des amis des jeunes femmes, une association protestante visant à offrir une aide aux jeunes filles et femmes migrantes pour les protéger de l’exploitation sexuelle.
La fédération jouait un rôle de coordination entre les organisations abolitionnistes nationales, facilitant les échanges et la mise en réseau. Cependant, l’action au niveau international demeurait difficile en raison de profondes divergences entre les pays : différences linguistiques, traditions sociales et nationales, état de l’opinion publique, législations variées et surtout, inégalités dans le statut des femmes. Par conséquent, le consensus au niveau international se limitait à l’abrogation des lois et règlements encadrant la prostitution.
La première conférence annuelle de la fédération s’est tenue à Paris les 24 et 25 septembre 1878, dans un climat optimiste. James Stansfeld (1820–1898), alors secrétaire général, y fut reçu par Émile Deshayes de Marcère, ministre français de l’Intérieur. Le deuxième congrès, organisé à Gênes du 27 septembre au 4 octobre 1880, a réuni notamment Yves Guyot et Émile et Auguste de Marcère. Les résolutions adoptées lors de ce congrès témoignent de la victoire de la ligne libérale : il n’y est plus question de répression de la sexualité jugée immorale, mais uniquement de revendications en faveur des libertés individuelles, de l’État de droit et de l’abolition de la réglementation de la prostitution.
Lors de son cinquième congrès à Genève en 1889, la fédération a solennellement dénoncé la traite internationale des femmes, connue sous le nom de [[Traite des Blanches{efn||traite des blanches]]. En 1898, le siège de la fédération a été transféré à Genève
, et elle a pris le nom de Fédération abolitionniste internationale en 1902.

## Mouvements abolitionnistes locaux

### Grande-Bretagne

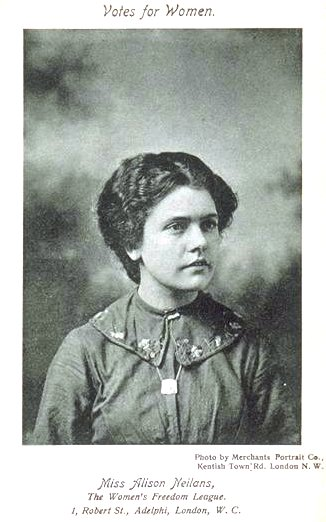
Alison Neilans secrétaire générale de l'Association pour l'hygiène social et morale dans les années vingt.

Dans les années 1870, Josephine Butler participa à la création de la Ladies’ National Association for the Repeal of the Contagious Diseases Acts (Association nationale des femmes pour l’abrogation des lois sur les maladies contagieuses). Ces lois, adoptées au Royaume-Uni, étendaient à l’ensemble du territoire des mesures initialement mises en place dans les zones militaires : elles autorisaient le contrôle médical forcé des femmes soupçonnées de se livrer à la prostitution, dans un but de prévention sanitaire.
Le 19 mars 1875, fut fondée à Liverpool la British, Continental and General Federation for the Abolition of Government Regulation of Prostitution: British Branch (Branche britannique de la Fédération britannique, continentale et générale pour l’abolition de la réglementation étatique de la prostitution). Le choix du mot « abolition » faisait écho à la lutte contre l’esclavage, les militantes considérant que la prostitution réglementée par l’État représentait une forme d’esclavage moderne imposée aux femmes. La branche britannique avait son siège à Liverpool et un bureau à Westminster, Londres.
Parmi ses dirigeants figuraient James Stansfeld (président), Josephine Butler (secrétaire générale) et Henry Wilson (secrétaire correspondant). Par la suite, William Crosfield fut nommé trésorier et James Stuart remplaça Henry Wilson.
L’association britannique concevait la prostitution comme un symptôme d’inégalités sociales et de la position subordonnée des femmes. Son combat s’inscrivait dans une perspective morale, sociale et féministe. Butler était également active dans le mouvement pour le suffrage féminin. La fédération rejetait catégoriquement l’idée que la réglementation puisse être acceptable dans les colonies mais pas en métropole, affirmant que les arguments contre ce système reposaient sur des principes universels. Les militantes britanniques menèrent également des campagnes dans plusieurs territoires de l’Empire, notamment en Australie, à Ceylan, à Gibraltar, à Hong Kong, en Inde, à Malte, à Singapour et en Afrique du Sud.
L’abrogation des Contagious Diseases Acts en 1886 représenta une victoire majeure pour les abolitionnistes britanniques. Elle fut suivie d’un grand rassemblement international réunissant des délégués venus d’Europe et d’Amérique pour « consolider l’offensive contre la réglementation à l’échelle mondiale ».
Après cette abrogation, la branche britannique concentra ses efforts sur l’Empire britannique, en particulier l’Inde, où la réglementation était encore en vigueur. En 1890, elle prit le nom de British Committee for the Abolition of the State Regulation of Vice in India and throughout the British Dominions (Comité britannique pour l’abolition de la réglementation étatique de la débauche en Inde et dans tout l’Empire britannique). En 1897, elle relança la publication du Shield, un périodique qui avait auparavant soutenu l’abrogation des Contagious Diseases Acts, après que la loi eut été réintroduite en Inde.
En 1915, cette branche fusionna avec la Ladies National Association pour former une nouvelle organisation, l’Association for Moral and Social Hygiene (AMSH) (Association pour l’hygiène morale et sociale)
. L’abolitionniste Alison Neilans (1884–1942), figure internationale du mouvement, en fut la secrétaire générale dans les années 1920. L’AMSH fut membre de la Fédération abolitionniste internationale (IAF).

### Pays-Bas
Aux Pays-Bas, les réformateurs protestants du mouvement du Réveil néerlandais (Réveil) se sont préoccupés de l’expansion de la réglementation municipale de la prostitution entre 1852 et 1877. Influencés par les idées de Josephine Butler, dont ils diffusèrent les écrits traduits, ils ont également mis en place des asiles d’accueil pour les femmes en situation de prostitution. Le principal dirigeant de ce mouvement était le révérend Hendrik Pierson, figure importante du protestantisme social.
Pierson rencontra Butler lors du congrès international de Genève en 1877. Malgré ses réticences initiales concernant le caractère laïque de la Fédération abolitionniste internationale (IAF) et l'influence des féministes socialistes en son sein, il fut convaincu de s'y engager.
En 1889, l’Union des femmes néerlandaises (Nederlandse Vrouwenbond), qui se considérait comme une branche affiliée à la Fédération abolitionniste, comptait environ 3 000 membres mobilisés pour l’abolition de la réglementation de la prostitution. L’Union menait également des actions de prévention, notamment en assistant les jeunes femmes voyageant seules, pour les protéger du risque d’exploitation sexuelle.
À la fin du XIXe siècle, l’Union comptait près de 5 000 membres. Parmi ses soutiens figurait la médecin et féministe Aletta Jacobs, qui s’engagea publiquement pour l’abolition de la prostitution réglementée. Elle fut par la suite l’une des fondatrices de l’Alliance internationale pour le suffrage des femmes.
En 1898, Hendrik Pierson devint président de la Fédération abolitionniste internationale (IAF).

### France

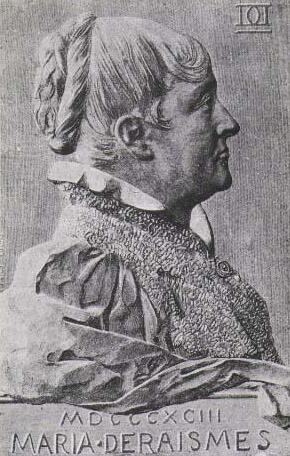
Maria Deraismes (1828–1894) pionnière du mouvement abolitionniste Français

Le 15 novembre 1876, Albert Caise, fondateur du Journal des femmes, lança une pétition demandant la fermeture des maisons closes, l'abolition de la police des mœurs, l'adoption de le racolage sur la voie publique, la création de dispensaires supplémentaires et le retour des femmes prostituées à la règle du droit commun. La pétition réclamait également l'éducation gratuite et obligatoire et une nouvelle réglementation du travail des femmes. Butler considérait Paris comme « la grande Babylone ». En janvier 1877, Butler se rendit à Paris avec les principaux représentants de l'IAF pour lancer une campagne contre les actions de la police des mœurs et prit la parole lors de diverses réunions. Selon elle, la loi française sur les maladies contagieuses et le « système français » qui en résultait entraînaient l'asservissement des femmes et encourageaient l'immoralité masculine. Elle s'opposait au « fétichisme du culte de l'État socialiste » ainsi qu'à la « domination médicale et à la tyrannie législative ».
Dans une ordonnance du 16 juin 1879, la police autorisa la création d'une section française de la Fédération britannique et continentale, appelée Association pour l'abolition de la prostitution réglementée, présidée par Victor Schœlcher (1804-1893). L'association comprenait des féministes, des radicaux et des abolitionnistes. Les organisatrices les plus actives de l'Association française pour l'abolition de la prostitution officielle étaient les leaders féministes Maria Deraismes, Émilie de Morsier et Caroline de Barrau. Josephine Butler se rendit à Paris en avril 1880. Une réunion le 10 avril 1880 rassembla environ 2 000 personnes, principalement issues des classes populaires, y compris des leaders de l'extrême gauche parisienne. Les discours reflétaient l'influence croissante du mouvement féministe.
À la fin de 1896, le mouvement abolitionniste en France était moribond. Certains membres quittèrent la Fédération britannique et continentale et formèrent une nouvelle Ligue pour le relèvement de la moralité publique. La nouvelle ligue réclamait l'abolition de la brigade des mœurs et des règlements qui déshonoraient la police, compromettaient les magistrats et établissaient une inégalité entre les hommes et les femmes. La ligue s'est également préoccupée de la lutte contre l'alcoolisme, la traite des blanches, la littérature immorale et le libertinage dans les rues.
En 1897, Butler se rendit en France et un groupe dirigé par Auguste de Morsier entreprit de refonder une branche française de l'IAF. La nouvelle organisation fut officiellement représentée à la conférence internationale abolitionniste de Londres en 1898. Entre 1898 et 1907, le mouvement abolitionniste renaît en France, d'abord sous la direction d'Auguste de Morsier, puis de Ghénia Avril de Sainte-Croix (1855-1939). À cette époque, l'IAF bénéficie d'un regain de soutien de la part de la presse périodique. La Revue de morale sociale se consacre à l'abolition. Une importante conférence se tient à Lyon en 1901, au plus fort de la campagne.

## Allemagne
Le premier chapitre actif de l'IAF en Allemagne a été organisé en 1880 à Berlin, sous la direction de Gertrude Guillaume-Schack. Les militants protestants libéraux en Allemagne étaient en contact étroit avec l'IAF, et Ludwig Weber (1846-1922) a fait partie de la commission exécutive de l'IAF jusqu'en 1887. Cependant, les protestants conservateurs avaient du mal à accepter l'idée libérale dominante selon laquelle un individu avait le droit de faire ce qu'il voulait de son corps tant qu'il ne portait pas atteinte aux droits d'autrui. Les libéraux estimaient que l'État devait défendre les droits des citoyens, mais ne devait imposer aucune valeur religieuse ou morale particulière, tandis que les conservateurs considéraient que « l'État est le gardien des commandements de Dieu ». Les conservateurs étaient également incapables d'accepter le rôle ouvertement revendiqué par les femmes au sein de l'IAF, estimant que c'était aux hommes de prendre l'initiative.

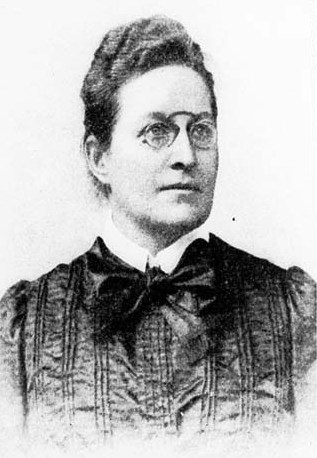
Anna Pappritz Allemagne en 1904

En 1898, des associations locales de l'IAF ont été créées par des femmes allemandes dans plusieurs villes afin de lutter contre les maisons closes et le contrôle policier des femmes prostituées. En 1899, Anna Pappritz (1861-1939) de Berlin a rencontré Butler lors du Congrès international des femmes à Londres. Cette année-là, elle fonda la branche berlinoise de l'IAF, dont elle devint la présidente. Anna Pappritz et Katharina Scheven devinrent les deux dirigeantes les plus influentes de la branche allemande de l'IAF (DZIAF). De 1902 à 1914, Pappritz et Scheven éditèrent le magazine de la DZIAF, Der Abolitionist.
La campagne d'avant-guerre de la DZIAF fut largement inefficace. Les tentatives de révision des lois relatives à la prostitution furent abandonnées avec le déclenchement de la Première Guerre mondiale (1914-1918). Finalement, la République de Weimar (1919-1933) adopta en 1927 la loi sur la lutte contre les maladies vénériennes, qui abolissait la réglementation étatique de la prostitution. La section berlinoise de l'IAF, rebaptisée plus tard Ligue pour la protection des femmes et de la jeunesse (Bund für Frauen- und Jugendschutz), a été dissoute en 1933.

## Colonies et territoires sous mandats
Au milieu des années 1920, l'Australie réglementait en pratique la prostitution dans le Queensland et en Australie-Occidentale depuis des décennies et subissait une pression internationale croissante pour abolir ces réglementations. L'IAF a eu une influence considérable sur la politique et la police australiennes, même si le pays a refusé de signer les conventions abolitionnistes des Nations unies jusqu'aux années 1970. La question de la traite des êtres humains a été soulevée en Australie en 1927, les étrangers étant tenus pour responsables. Le ministère de la Justice recommanda l'expulsion de toutes les femmes étrangères se livrant à la prostitution. Cependant, bien que l'IAF ne s'opposât pas aux mesures prises à l'encontre des hommes impliqués dans la traite, sa position sur l'exclusion ou le rapatriement des femmes étrangères se livrant à la prostitution était moins claire. Les mesures répressives signifiaient que « les prostituées étaient considérées comme une classe spéciale qui pouvait être chassée d'un endroit à l'autre ». Le rapatriement forcé a eu pour effet de causer des pertes économiques considérables aux femmes, qui ont sans doute dû se prostituer plus longtemps en conséquence.
Dans certaines régions sous contrôle des puissances européennes, les femmes étrangères représentaient une forte proportion des femmes prostituées, mais après la Première Guerre mondiale, le nombre de femmes européennes a diminué dans des régions telles que l'Indochine et le Levant. Lorsque la secrétaire de l'IAF s'est rendue à Beyrouth en 1931, elle a signalé que 14 % des femmes enregistrées comme prostituées étaient étrangères. La branche britannique de l'IAF a montré le lien évident entre la réglementation et la traite lorsqu'elle a cité le gouverneur du Somaliland qui déclarait en 1936 : « Il sera nécessaire de réglementer dans tous les centres des colonies africaines italiennes un approvisionnement suffisamment important et souvent renouvelé de femmes blanches d'une autre qualité que les femmes honnêtes. Il doit s'agir de femmes blanches, mais pas italiennes les Italiennes de cette classe ne doivent jamais être autorisées à franchir les frontières de notre empire : c'est une question élémentaire de prestige vis-à-vis des indigènes ».

## Après la Seconde Guerre mondiale
Après la Seconde Guerre mondiale (1939-1945), des organisations anti-esclavagistes telles que l'IAF ont continué à documenter la traite des femmes et des filles à des fins de prostitution ou de mariage, mais elles opéraient « au bas de la hiérarchie des droits humains des Nations unies ». En décembre 1947, des représentants de l'IAF ont participé à la rédaction de la Déclaration universelle des droits de l'homme. La Convention pour la répression de la traite des êtres humains et de l'exploitation de la prostitution d'autrui, adoptée par les Nations unies en 1949, n'a été ratifiée que par quelques États, la plupart d'entre eux devant d'abord modifier leur législation en matière de prostitution.
En 1954, les Britanniques ont présenté aux Nations unies un projet de convention sur l'esclavage, qui a servi de base à la Convention supplémentaire de 1956 relative à l'abolition de l'esclavage, de la traite des esclaves et des institutions et pratiques analogues à l'esclavage. L'IAF a participé aux discussions sur la formulation, tout comme d'autres ONG telles que l'Organisation internationale des femmes et la Société anti-esclavagiste. L'IAF s'est généralement opposée aux efforts visant à affaiblir le libellé, et appelait à l'abolition de l'esclavage dans les meilleurs délais. En 1974, la Commission des droits de l'homme des Nations unies a créé le Groupe de travail sur l'esclavage, auquel l'IAF a participé. Le groupe de travail a examiné la question des mutilations génitales féminines, qui, selon l'IAF, répondaient à la définition de l'esclavage puisque les femmes concernées avaient perdu le contrôle de leur corps. Étant donné que cette pratique était principalement soutenue par les mères des femmes concernées, qui n'étaient certainement pas des esclaves, le groupe de travail a finalement abandonné cette question. En 1985, l'AIF a fourni des informations au Rapporteur spécial des Nations unies sur la torture et autres peines ou traitements cruels, inhumains ou dégradants.
La fédération a tenu son 29e congrès international en septembre 1987 à Vienne, en Autriche.[46] En France, elle était associée à des organisations qui offraient un refuge et une reconversion aux femmes prostituées afin qu'elles puissent exercer un nouveau métier. L'IAF a participé à l'élaboration du protocole des Nations unies de 2000 sur la traite des personnes, en collaboration avec des organisations telles que la Coalition contre la traite des personnes, basée aux États-Unis, et le Lobby européen des femmes. Un compromis a dû être trouvé avec des ONG opposées à l’abolitionnisme et des partisans des droits des travailleuses et travailleurs du sexe. La formulation retenue a ainsi restreint la définition de la traite aux seuls cas impliquant la contrainte ou la tromperie. Cette définition a par la suite été étendue à d’autres formes de traite, marquant un glissement des préoccupations centrées sur la sexualité et la moralité des femmes vers une approche axée sur la criminalité et les conditions de travail.

## Opposition
Les autorités des pays européens et de leurs territoires coloniaux considéraient souvent l'abolition des réglementations comme une menace pour leur autorité. Les réformateurs de la « pureté », majoritairement des hommes, ne voyaient pas non plus la nécessité de protéger les droits des femmes dans la prostitution. En 1899, ces réformateurs fondèrent le Bureau international pour la suppression de la traite des blanches (plus tard renommé Traite des femmes et des enfants, puis Traite des personnes). Ces changements ultérieurs de nom reflétaient un élargissement de leur champ d'action pour inclure les femmes non blanches et les garçons victimes de la traite à des fins de prostitution. Le Bureau international estimait que l'État devait contrôler les activités sexuelles qu'il désapprouvait, mais évitait la question de la réglementation. Chaque comité national du Bureau souhaitait protéger les femmes de leur propre pays contre l'exportation vers des bordels étrangers et criminaliser les femmes importées d'autres pays. Les autorités étatiques préféraient collaborer avec le Bureau international, qui ne remettait pas en cause leur autorité pour poursuivre les femmes non enregistrées dans la prostitution et les bordels, pour importer des prostituées volontaires et pour expulser les femmes étrangères en situation de prostitution.
Le mouvement devait également faire face à des femmes qui pensaient que les réglementations devaient être réformées plutôt qu'abolies. Ces femmes, souvent issues des classes supérieures, estimaient qu'un meilleur contrôle de la prostitution réduirait les risques sanitaires liés aux maladies sexuellement transmissibles, tant pour les hommes achetant des services sexuels que pour leurs épouses, et diminuerait le risque d'agressions contre les femmes de la part d'hommes ne trouvant pas d'exutoire à leurs pulsions sexuelles. Ainsi, Lady Henry Somerset, première vice-présidente de l'Union chrétienne de tempérance des femmes du monde, prônait la réforme des réglementations en Inde plutôt que leur abolition. Les activistes de l'IAF dans tous les pays s'opposaient systématiquement à une telle position. Les partisans de la réglementation pouvaient citer des déclarations de femmes en situation de prostitution qui se sentaient plus en sécurité dans les bordels que dans la rue, les contrôles sanitaires leur permettant d'attirer des clients en prouvant qu'elles étaient en bonne santé, et la réglementation gouvernementale réduisant la stigmatisation de leur profession. Les abolitionnistes affirmaient que ces cas étaient exceptionnels. Des entretiens menés par des réformateurs de l'IAF et de l'Union chrétienne de tempérance des femmes en Inde à la fin du XIXe siècle ont montré que les femmes en situation de prostitution servant les troupes détestaient les contrôles médicaux obligatoires.

## Sources
- Jean Allain, The Slavery Conventions: The Travaux Préparatoires of the 1926 League of Nations Convention and the 1956 United Nations Convention, Martinus Nijhoff Publishers, 2008 (ISBN 978-90-04-15861-0, lire en ligne)
- Kathleen L. Barry, The Prostitution of Sexuality, NYU Press, 1er juillet 1996 (ISBN 978-0-8147-2336-4, lire en ligne)
- Nitza Berkovitch, From Motherhood to Citizenship: Women's Rights and International Organizations, JHU Press, 29 avril 1999 (ISBN 978-0-8018-6028-7, lire en ligne)
- Eileen Boris et Angelique Janssens, Complicating Categories: Gender, Class, Race and Ethnicity, Cambridge University Press, 1999 (ISBN 978-0-521-78641-6, lire en ligne)
- Alain Corbin, Women for Hire: Prostitution and Sexuality in France After 1850, Harvard University Press, 1er septembre 1996 (ISBN 978-0-674-95544-8, lire en ligne)
- Edward Ross Dickinson, Sex, Freedom, and Power in Imperial Germany, 1880–1914, Cambridge University Press, 17 février 2014 (ISBN 978-1-107-04071-7, lire en ligne)
- David Doughan et Peter Gordon, Dictionary of British Women's Organisations, 1825-1960, Routledge, 3 juin 2014 (ISBN 978-1-136-89770-2, lire en ligne)
- Christine Fauré, Political and Historical Encyclopaedia of Women, Routledge, 2 juin 2004 (ISBN 978-1-135-45691-7, lire en ligne)
- Daniel Gorman, The Emergence of International Society in the 1920s, Cambridge University Press, 20 août 2012 (ISBN 978-1-139-53668-4, lire en ligne)
- Carol Harrington, Politicization of Sexual Violence: From Abolitionism to Peacekeeping, Ashgate Publishing, Ltd., 28 mars 2013 (ISBN 978-1-4094-9963-3, lire en ligne)
- Oliver Janz et Daniel Schonpflug, Gender History in a Transnational Perspective: Networks, Biographies, Gender Orders, Berghahn Books, 15 avril 2014 (ISBN 978-1-78238-275-1, lire en ligne)
- Stephanie Limoncelli, The Politics of Trafficking: The First International Movement to Combat the Sexual Exploitation of Women, Stanford University Press, 23 février 2010 (ISBN 978-0-8047-6294-6, lire en ligne)
- Stephanie Limoncelli, « Women's International Activism on Trafficking and Prostitution » [archive du 6 décembre 2014], sur Women and Social Movements, International— 1840 to Present, Thomas Dublin, Kathryn Kish Sklar and Alexander Street Press, 2013 (consulté le 26 septembre 2014)
- Suzanne Miers, Slavery in the Twentieth Century: The Evolution of a Global Problem, Rowman Altamira, 11 juin 2003 (ISBN 978-0-7591-1616-0, lire en ligne)
- Johannes Morsink, The Universal Declaration of Human Rights: Origins, Drafting, and Intent, University of Pennsylvania Press, 1er janvier 2011 (ISBN 978-0-8122-0041-6, lire en ligne)
- Anna Pappritz ((unpublished manuscript from 1908)), Bürgerlichen Frauenbild des Kaiserreichs, Bielefeld, 1984, « Wie ich zu meiner Arbeit kam (How I came to my work) »
- John T. Picarelli, The "modern Day" Trade in Human Beings: How Historical Experience Influences the Contemporary Trafficking in Persons, 2008 (ISBN 978-0-549-52554-7, lire en ligne)
- B. G. Ramcharan, The Concept and Present Status of the International Protection of Human Rights: Forty Years After the Universal Declaration, Martinus Nijhoff Publishers, 1989 (ISBN 90-247-3759-1, lire en ligne)
- Kirsten Reinert, Neue Deutsche Biographie, vol. 20, 2001 (lire en ligne), « Pappritz, Anna »
- Venla Roth, Defining Human Trafficking and Identifying Its Victims: A Study on the Impact and Future Challenges of International, European and Finnish Legal Responses to Prostitution-Related Trafficking in Human Beings, Martinus Nijhoff Publishers, 9 décembre 2011 (ISBN 978-90-04-20924-4, lire en ligne)
- Jill Suzanne Smith, Berlin Coquette: Prostitution and the New German Woman, 1890–1933, Cornell University Press, 28 février 2014 (ISBN 978-0-8014-6970-1, lire en ligne)
- Leonard Territo et George Kirkham, International Sex Trafficking of Women & Children: Understanding the Global Epidemic, Looseleaf Law Publications, 2010 (ISBN 978-1-932777-86-4, lire en ligne)